# Lynette Bell
Lynette Bell (24 gennaio 1947) è un'ex nuotatrice australiana.
Specializzata nello stile libero, ha vinto la medaglia d'argento nella staffetta 4x100 m sl alle olimpiadi di Tokyo 1964.

## Palmarès
- Olimpiadi

Tokyo 1964: argento nella staffetta 4x100 m sl.
- Giochi dell'Impero e del Commonwealth Britannico

1966 - Kingston: argento nella staffetta 4x110 yd e nei 110 yd sl, bronzo nella staffetta 4x110 yd mista.